# Варламова, Алла Николаевна

## Работы
- «Правовое регулирование конкуренции в России» (2000)
- «Конкурентное право России» (2008/2009)[1][2]
- «Правовое обеспечение развития конкуренции» (2010)
- Конкурентное право и отраслевые товарные рынки (2021)
- Правовая парадигма энергетики в условиях устойчивого экономического роста (2022) под ред. А.Н. Варламовой, О.А  Символокова